# Cosmosoma orathidia
Cosmosoma orathidia är en fjärilsart som beskrevs av Druce 1898. Cosmosoma orathidia ingår i släktet Cosmosoma och familjen björnspinnare. Inga underarter finns listade i Catalogue of Life.